# Salamis (Mythologie)
Salamis (altgriechisch Σαλαμίς Salamís) ist eine Najade der griechischen Mythologie.
Sie ist eine Tochter des Flussgottes Asopos und Gemahlin des Panopeos, von Poseidon Mutter des Kychreus. Sie gilt als Namensgeberin der Insel Salamis.